# Yu Tokiwa
Yu Tokiwa (japanisch 常盤 悠 Tokiwa Yu; * 23. Mai 1998 in der Präfektur Kanagawa) ist ein japanischer Fußballspieler.

## Karriere
Yu Tokiwa erlernte das Fußballspielen in der Jugendmannschaft von Shonan Bellmare, der Schulmannschaft der Shoshi High School, sowie in der Universitätsmannschaft der Niigata University of Health & Welfare. Seinen ersten Vertrag unterschrieb er im Januar 2021 bei Albirex Niigata (Singapur). Der Verein ist ein Ableger des japanischen Zweitligisten Albirex Niigata, der in der ersten singapurischen Liga, der Singapore Premier League, spielt. Sein Erstligadebüt gab Shuya Yamashita am 13. März 2021 im Heimspiel gegen Hougang United. Hier stand er in der Startelf und spielte die kompletten 90 Minuten.